# وقواق كستنائي
الوقواق الكستنائي (الاسم العلمي:Cacomantis) هو جنس من الطيور يتبع فصيلة طيور الوقواق من رتبة الواقواقيات.

## أنواع الوقواق الكستنائي
- وقواق كستنائي مخطط
- وقواق رمادي البطن
- وقواق حزين
- وقواق صدئي الصدر
- وقواق كثيف الذيل
- وقواق كستنائي الصدر
- وقواق جزر الملوك
- وقواق مروحي الذيل